# Aconura optatus
Aconura optatus är en insektsart som beskrevs av Dlabola 1961. Aconura optatus ingår i släktet Aconura och familjen dvärgstritar. Inga underarter finns listade i Catalogue of Life.